# 3665 (cortometraje)
3665 es un cortometraje español de 2013, dirigido por Miguel Ángel Refoyo y protagonizado por Raúl Prieto y Álex Angulo entre muchos otros artistas.

## Sinopsis
Nos situamos en el futuro después de que el mundo haya sufrido el apocalipsis, siendo devastado. Un hombre se siente elegido con la fuerza suficiente para comenzar intento de recuperación de su memoria como humano, de recuperar aquella civilización que convivía antes de la destrucción. Para ello deberá poner en juego su vida en numerosas ocasiones si quiere conseguir su objetivo por la humanidad.

## Reparto
- Raúl Prieto, como hombre errante.
- Álex Angulo, como narrador.
- Marta Benito, como madre.
- Ángel González Fraile, como hijo.
- José María Guevara, como rastreador.
- David Maes, como rastreador.
- Néstor Gómez, como hombre famélico.
- Tomás Hijo, como padre de la fotografía.
- Nicolás Ortiz Durán, como niño de la fotografía.

## Proyecciones
- I Festival Internacional de Cortometrajes de Madrid (Cortópolis)
- 58.ª Semana Internacional de Cine de Valladolid (SEMINCI)
- 55.º Festival Internacional de cine documental y cortometraje de Bilbao (ZINEBI)
- 25º Festival de Cortometrajes de Aguilar de Campoo (FICAL)

## Premios
- I Certamen de Cortos de Castilla y León (Quercus) - Premio del jurado[4]